# اریک گمل
اریک گمل (انگلیسی: Eric Gemmell; ۷ آوریل ۱۹۲۱ – ۲۳ فوریهٔ ۲۰۰۸) بازیکن فوتبال بود.